# Jonas Quinn
Jonas Quinn es un personaje de la serie Stargate SG-1, interpretado por el actor Corin Nemec.
Él era un nativo de Kelowna que presenció el sacrificio de Daniel Jackson para salvar su planeta. Después de la muerte de Daniel, llevó consigo algo de Naquadriah al Comando Stargate, con la esperanza de que ellos lo usarían mejor que la gente en Kelowna, y así pasó a formar parte del SG-1 durante aproximadamente un año. Jonas contaba con una memoria fotográfica que le permitió absorber gran cantidad de conocimientos en muy poco tiempo. Si bien le tomó algo de tiempo ser aceptado por el resto del equipo, se las arregló para ganarse el respeto de todos, incluso de Jack O'Neill. Cuando Daniel reapareció (Temporada 7, episodio "Fallen"), Jonas decidió volver a Kelowna y convertirse en un negociador de paz, para su gente. 
Si bien dejó la serie en la 7ª temporada ("Homecoming"), regresó luego (episodio "Fallout") pidiendo ayuda al SG-1 para salvar a su planeta de la destrucción debido a las capas de Naquadah debajo de la corteza del planeta producto de un experimento fallido con una bomba de Naquadah.
En el episodio Contragolpe de la décima temporada de Stargate SG-1, Samantha Carter menciona que entre los mundos conquistados por los Ori recientemente se encuentra Langara. Salvo este dato, no hay más información sobre Jonas, o su planeta.